# Матіївка (Рівненський район)
Маті́ївка — село в Україні, у Гощанській селищній громаді Рівненського району Рівненської області. Населення становить 135 осіб.

## Географія
На північно-західній стороні від села бере початок річка Коломієць, а на північній околиці — річка Серегівка.

## Історія
У 1906 році село Тучинської волості Рівненського повіту Волинської губернії. Відстань від повітового міста 45 верст, від волості 15. Дворів 14, мешканців 220.

## Населення

### Мова
Розподіл населення за рідною мовою за даними перепису 2001 року:
| Мова       | Кількість | Відсоток |
| ---------- | --------- | -------- |
| українська | 135       | 100%     |

## Сьогодення
21 серпня 2016 року в Матіївці відбулося освячення пам'ятника на могилі Мельника Андрія Костянтиновича, вояка УПА сотні «Очмани», що загинув у бою з НКВД.
12 червня 2020 року, відповідно до розпорядження Кабінету Міністрів України № 722-р від «Про визначення адміністративних центрів та затвердження територій територіальних громад Рівненської області», увійшло до складу Гощанської селищної громади.
19 липня 2020 року, в результаті адміністративно-територіальної реформи та ліквідації Гощанського району, село увійшло до складу новоутвореного Рівненського району.